# Ypreville-Biville
Ypreville-Biville település Franciaországban, Seine-Maritime megyében. Lakosainak száma 544 fő (2022. január 1.). Ypreville-Biville Bénarville, Daubeuf-Serville, Hattenville, Limpiville, Riville, Sorquainville, Thiétreville, Tocqueville-les-Murs, Trémauville és Terres-de-Caux községekkel határos.

## Népesség
A település népessége az elmúlt években az alábbi módon változott:
| Lakosok száma | 576  | 577  | 588  | 573  | 579  | 576  | 565  | 555  | 544  |
|               | 2013 | 2015 | 2016 | 2017 | 2018 | 2019 | 2020 | 2021 | 2022 |